# دوناتو بیلانچا
دوناتو بیلانچا (به انگلیسی: Donato Bilancia) (10 ژوئیه ۱۹۵۱–۱۷ دسامبر ۲۰۲۰) قاتل زنجیره‌ای ایتالیایی بود که نه زن و هشت مرد جمعاً هفده نفر را در ایتالیا از اکتبر ۱۹۹۷ تا آوریل ۱۹۹۸ به قتل رساند.
قتل‌های بی‌ربط و پراکندهٔ بیلانچا دستگیری او را خیلی سخت کرده بود. هیچ ارتباط مشخصی بین قربانی‌های او وجود نداشت. او قربانیان خود را به صورت تصادفی در منطقهٔ وسیعی از ایتالیای شمالی انتخاب می‌کرد و تا مدتها نامش در بین کسانی که در آن منطقه زندگی می‌کردند، مترادف ترس شده بود.
بیلانچا که در ابتدا تنها با ۹ قتل توسط پلیس ایتالیا نسبت داده شد، بعداً اعتراف کرد که هشت نفر دیگر را کشته‌است. بیلانچا با محکومیت ۱۳ حبس ابد و عدم امکان آزادی، توسط برخی روزنامه‌ها به عنوان «بدترین قاتل زنجیره‌ای در تاریخ ایتالیا» معرفی شده‌است بیلانچا علیرغم اعتراف به قتل‌ها، هرگز صراحتاً از جنایات خود اظهار پشیمانی نکرد و مدعی شد که آگاهانه آنها را مرتکب نشده‌است زیرا تحت یک بیماری «تسخیر» شده‌است. وی در ۱۷ دسامبر ۲۰۲۰ در زندان بر اثر کووید-۱۹ درگذشت.